# Brent (Ölfeld)

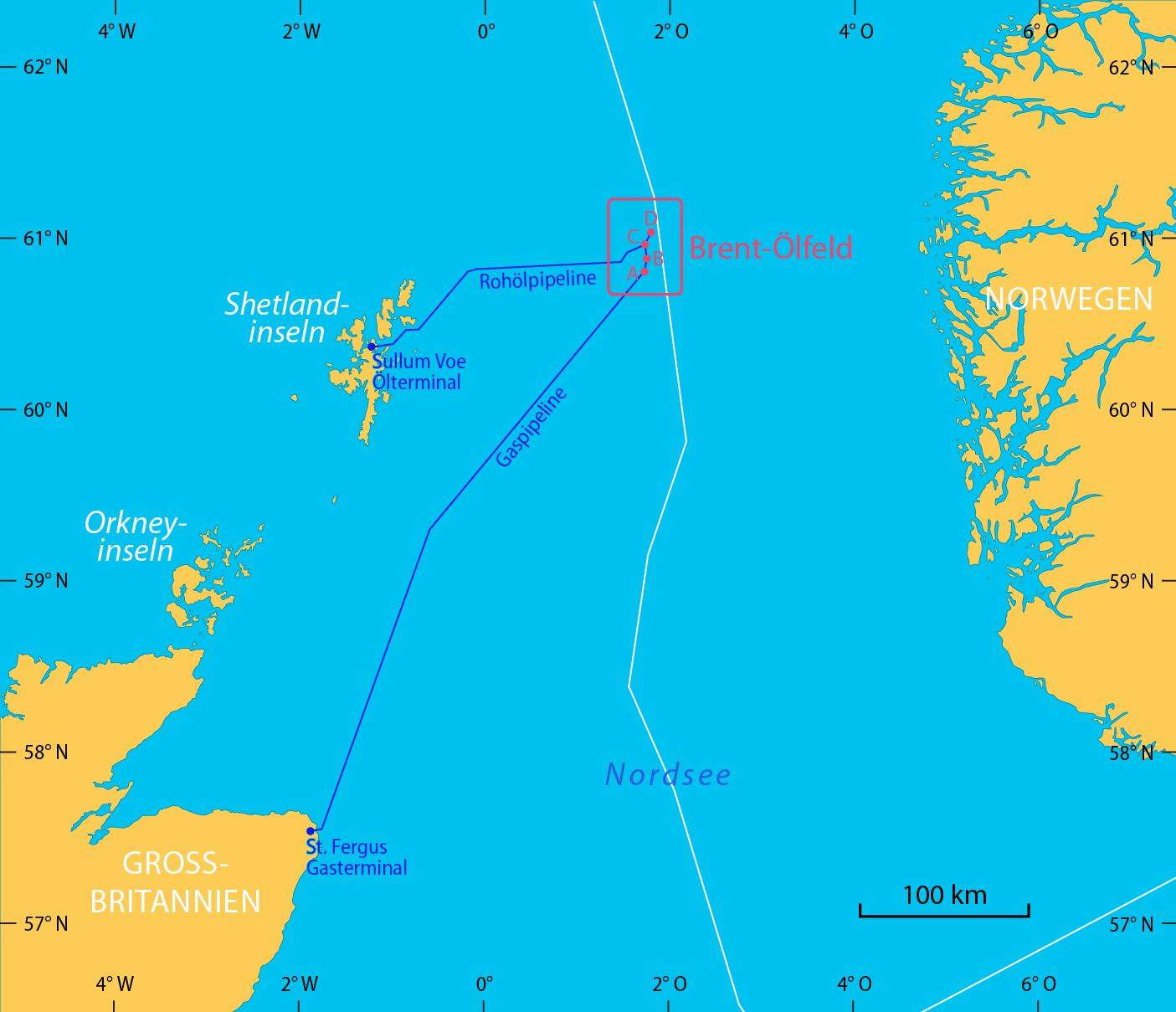
Lage des Brent-Ölfeldes in der Nordsee

Brent ist ein Ölfeld, das ca. 180 km nordöstlich der Shetlandinseln im britischen Sektor der Nordsee liegt. Die Ölförderung in diesem Feld begann 1975. Bekannt ist das Feld für die als Preisreferenz verwendete Ölsorte Brent Crude sowie für den schwimmfähigen Öltank Brent Spar, der 1995 vor seiner geplanten Versenkung medienwirksam durch Greenpeace-Aktivisten besetzt wurde.
Das Ölfeld befindet sich zu je 50 % im Besitz der Shell UK Ltd. und von Esso Exploration and Production UK. Mit einer Gesamtförderung von 320 Millionen m³ seit 1975 ist es das zweitproduktivste Ölfeld Großbritanniens.

## Lage, Geologie und Name
Das Brent-Ölfeld liegt im Kartenquadrant UK211/29 nahe der Grenze zum norwegischen Sektor, in dem sich hier die bekannten Felder Statfjord und Gullfaks befinden. Es wird zur Förderregion East Shetland Basin gezählt. Die Nordsee ist am Ort der Förderung ca. 142 m tief. Die Lagerstätten befinden sich wiederum 2651 m unter dem Meeresboden in einer Verwerfungsformation, welche eine Verbindung zu den ölführenden Schichten im Kimmeridge-Ton herstellt.
Der Name des Feldes bezieht sich auf die Ringelgans (englisch Brant oder Brent Goose). Shell hat seine Ölfelder üblicherweise mit alphabetisch fortlaufenden Namen von Seevögeln benannt, z. B. Auk, Brent, Cormorant, Dunlin und Eider.

## Geschichte

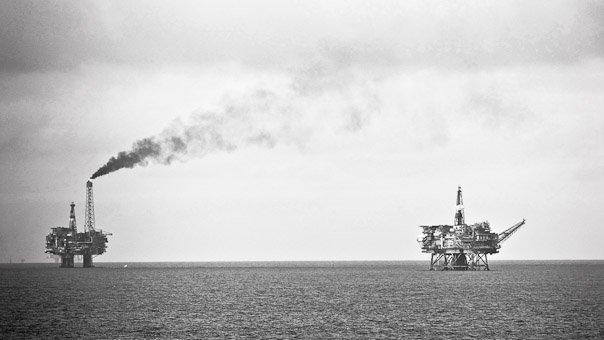
Förderplattformen Brent Bravo und Brent Alpha

Das Feld wurde 1971 entdeckt. Als erste Bohrplattform wurde 1975 Brent Bravo im Condeep-System errichtet. In den Folgejahren wurden drei weitere Plattformen (Brent A bzw. Alpha, Brent Charlie, Brent Delta) errichtet. Charlie und Delta sind ebenfalls Condeep-Strukturen, während das Topside von Alpha auf einem Gitterrohrrahmen sitzt. Ebenso kam der Lagertank Brent Spar hinzu und noch die Anlage Brent Flare zur Abfackelung.
1979 wurde eine Pipeline zum Ölterminal in Sullom Voe errichtet, die neben dem Brent-Feld auch andere Felder mit der Küste verbindet. 1994 ging die Brent Spar außer Dienst und wurde nach ihrer durch massive Proteste der Öffentlichkeit verhinderten Versenkung ab 1998 in Norwegen demontiert. Brent Flare wurde 2005 außer Dienst gestellt und abtransportiert.
Zusätzlich fanden in den 1990er Jahren massive Erneuerungsarbeiten im Wert von 1,3 Mrd. £ an den Bohrinseln statt, um das Feld durch die Förderung von Erdgas bis über das Jahr 2010 hinaus betreiben zu können. Das Erdgas wird durch die FLAGS-Pipeline (Far North Liquids and Associated Gas System) nach St Fergus transportiert.

## Produktion
Die Produktion im Feld wurde im November 1976 aufgenommen und erreichte ihr Ölfördermaximum im Jahr 1984 mit 24.799.028 m³. Vor dem Umbau in den 1990er Jahren sank die Produktion 1990 kurzzeitig auf 4.395.831 m³ ab, stieg danach aber wieder auf maximal 13.705.132 m³ an. Seit Mitte der 1990er Jahre geht die Ölproduktion immer mehr zurück. 2012 lag sie nur noch bei 59.749 m³. Das Ölfeld Brent ist also weitgehend ausgebeutet.

## Stilllegung
- Dezember 2011: Brent Delta
- November 2014: Brent Alpha und Brent Bravo[3]

Anfang Februar 2015 veröffentlichte der Ölförderkonzern Pläne, die stillgelegte Brent-Delta-Plattform mittels eines dafür angemieteten Schiffes, der Pioneering Spirit, abzuwracken. Für die restlichen Plattformen alpha, bravo und charlie ist ein Abwrackzeitraum von zehn Jahren vorgesehen. Danach werden vom einst wichtigsten Nordsee-Offshore-Ölfeld Europas nicht mehr als die Sockel (Basiskonstruktion, auf der das Topside ruht) in der Nordsee übrig bleiben.
- 28. April 2017: Allseas stellte ein Video auf Youtube[4] online, indem der Rückbau der Topsides der Plattform Delta gezeigt wird.
- 21. August 2019: Shell stellte ein Video auf Youtube[5] online, indem der Rückbau der Topsides der Plattform Bravo geschildert wird.
- 4. September 2019: Deutschland legte sein Veto gegen englische Pläne ein, der Firma Shell zu erlauben, die Sockel an Ort und Stelle zu belassen. In diesen Condeep-Sockeln befinden sich immer noch große Mengen Rohöl. Aus deutscher Sicht besteht die Gefahr einer Umweltkatastrophe, wenn die Betonbauwerke verrotten und das Öl in die Nordsee gelangt. Dieser Sichtweise schlossen sich mehrere andere europäische Länder an.[6]